# Мартинов Валентин В'ячеславович
Валенти́н В'ячесла́вович Марти́нов — молодший сержант Збройних сил України, учасник російсько-української війни

## Нагороди та вшанування
- Хрест бойових заслуг (14 жовтня 2022) — за особисту хоробрість і відвагу, виявлені у захисті державного суверенітету та територіальної цілісності України, самовіддане виконання військового обов'язку[1]
- Орден «За мужність» III ст. (10 жовтня 2019) — за особисту мужність і самовідданість, виявлені під час бойових дій, високий професіоналізм та зразкове виконання службових обов'язків[2]